# Umpeau
Umpeau település Franciaországban, Eure-et-Loir megyében. Lakosainak száma 403 fő (2022. január 1.). Umpeau Béville-le-Comte, Champseru, Le Gué-de-Longroi, Houville-la-Branche és Oinville-sous-Auneau községekkel határos.

## Népesség
A település népessége az elmúlt években az alábbi módon változott:
| Lakosok száma | 175  | 203  | 329  | 411  | 414  | 396  | 396  | 407  | 409  | 403  |
|               | 1968 | 1982 | 1990 | 2006 | 2013 | 2015 | 2017 | 2019 | 2020 | 2022 |